# Čermná u Kyšperka

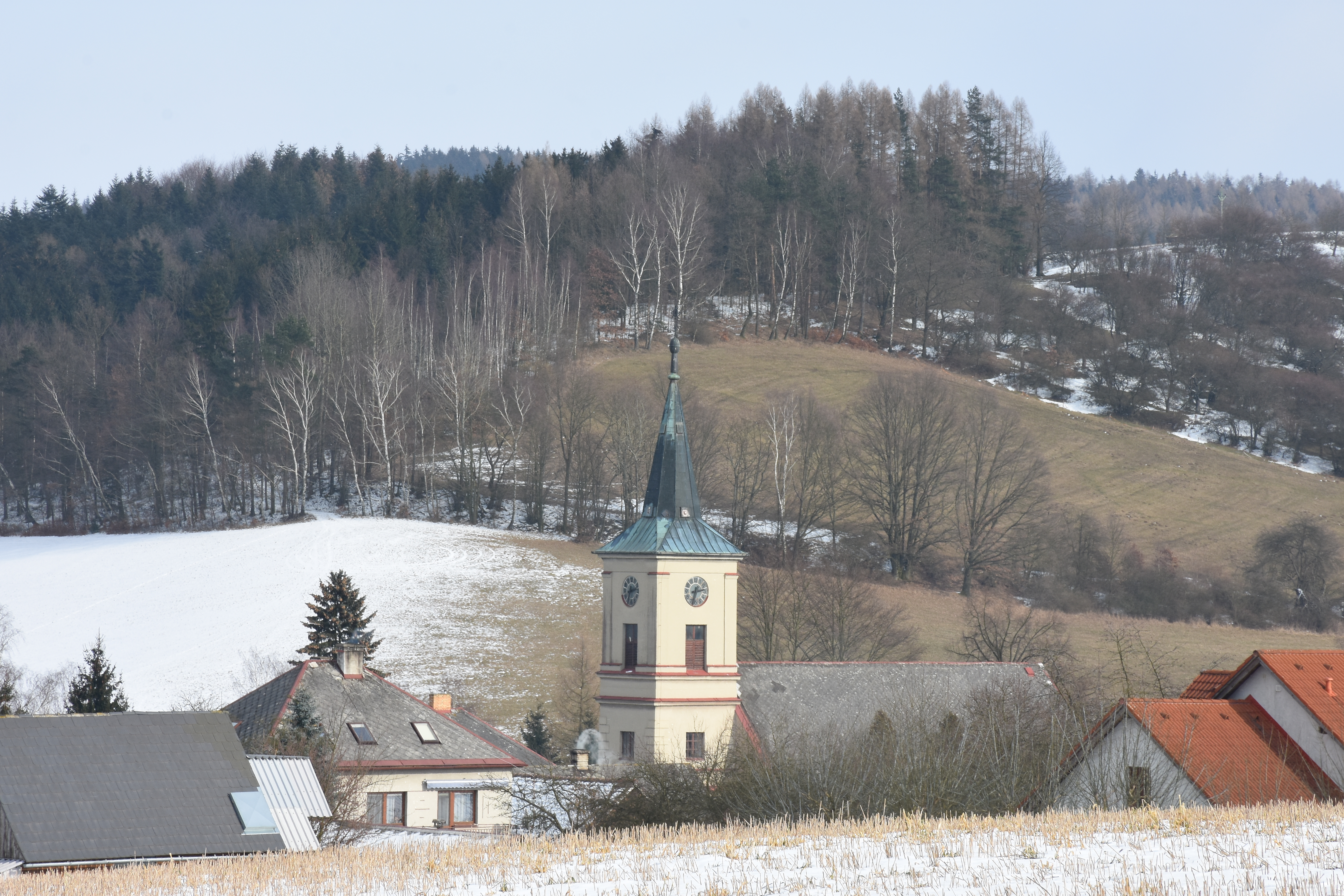
Horní Čermná - evangelický kostel

Čermná je název bývalého městysu v okrese Ústí nad Orlicí. Původně se jednalo o jeden administrativní celek, který byl v roce 1935 především z náboženských důvodů rozdělen na Dolní Čermnou a Horní Čermnou.

## Název
Český název je patrně odvozen od staročeského slova čermnat (barvit do červena), což se vztahuje k místnímu potoku (taktéž Čermná), jehož voda se usazeninami barvila červenou barvou. Německé (Rotenwasser) a latinské (Ruffa aqua) označení jsou zřejmě překlady českého jména.

## Založení obce a nejstarší historie
Poprvé je obec zmíněna jako Rotenwasser v donační listině Václava II. z roku 1304, kterou byla společně s okolními obcemi darována Zbraslavskému klášteru. Od roku 1349 (v souvislosti se založením Litomyšlského biskupství) je Čermná uváděna jako farní obec. V roce 1358 byla Čermná spolu s celým Lanškrounskem směněna právě s Litomyšlským biskupstvím. Po husitských bouřích se Čermná dostala do světských rukou, kde setrvala až do konce feudalismu, sdílejíc osudy ostatních obcí Lanškrounska.

## Náboženské poměry
Přes usilovnou rekatolizaci, jíž zahájil nový majitel lanškrounského panství Karel I. z Lichtenštejna v roce 1622, se v Čermné udržela významná nekatolická komunita, jež se soustředila především v horní části obce. V roce 1736 odešla značná část protestantů do evangelického Saska a Pruska. Lichtenštejn si stěžoval u císaře, ten se obrátil na saského krále a ve výsledku Saský kurfiřt řekl, ať si Lichtenštejn své poddané v Sasku vyhledá a odvede. Ti se nacházeli v Gerlachsheimu (včetně Jana Jílka), byli varováni, přešli do Chotěbuze, Lichtenštejn neuspěl, ale případ měl dramatickou dohru.
Po vyhlášení Tolerančního patentu se většina horní části Čermné i přilehlé vísky Nepomuk přihlásila k evangelické víře. Dolní část obce naproti tomu zůstala katolická.

## Exulanti, narozeni v Čermné, panství lanškrounské
V době pobělohorské obyvatelé Čermné (Horní i Dolní) stáli před volbou buď konvertovat ke katolické víře, nebo ze země odejít. V roce 1737 odešla první skupina Českých bratří (asi 350 lidí) do Českého Rixdorfu v Německu. O pět let později se situace zhoršila, ale obyvatelé Čermné už na výběr neměli. Jezuitské metody rekatolizace (v oblasti působil i Antonín Koniáš) zahrnovaly povinnou docházku na katolické bohoslužby, odpírání souhlasu vrchnosti k uzavírání sňatků, zákazy pohřbů nekatolíků, tresty aj. Proto během slezských válek utekly celé rodiny, a to pod ochranou vojska pruského krále Fridricha II. Velikého. Hromadnou emigraci nekatolíků organizoval Jan Liberda a zprostředkoval ji generál Christoph Wilhelm von Kalckstein. V dubnu 1742 odešly z Čermné do Münsterbergu např. tyto rodiny (abecedně): Jan Appl (* 20. října 1686) – převod jeho statku v Čermné na bratra Pavla byl draze vykoupen, Jan Bárta (* 9. září 1709), Martin Bednář (* 1701), Coufal Jan (* 1680), Dušek Martin (* 1699), Dušek Matěj (* 1714), Jandera Pavel (9. března 1702) měl osm dětí, emigrovali ve skupině čítající 100 osob... atd. Někteří z těchto exulantů spoluzakládali nové české osady v pruském Slezsku, např. Friedrichův Tábor, Husinec, byli i v Zelově, ale většinou šli do Rixdorfu či do Berlína za svými krajany. Kazatelem sboru v Husinci a Čermné v Pruském Slezsku byl od roku 1755 až do své smrti Samuel Figulus (1724–1771), pravnuk Jana Amose Komenského.
Potomci exulantů „z Čermné, panství lanškrounské“ žijí v Německu, Polsku, USA, Kanadě, Austrálii... Někteří byli repatriováni v roce 1945 z Polska do Čech. Rodokmeny exulantů spravuje pro spolek Exulant historik Petr Hlaváček. Touto historií se zabývají i jiní badatelé. Významným zdrojem informací jsou biografie exulantů uložené v archivu Jednoty bratrské v Herrnhutu (Ochranov), Německo. Nejdostupnější informace jsou v knihách Edity Štěříkové (včetně uvedení dalších zdrojů a údajů z matrik).

## Rozvoj obce
V roce 1873 byla Čermná povýšena na městys. Měla přes tři tisíce obyvatel a zažívala prudký rozvoj. Od roku 1860 se mohla pyšnit vlastní poštou a od roku 1893 vlastní záložnou. Obecná škola byla roku 1877 přestěhována do zděné budovy a v roce 1907 vyrostla na náměstí secesní budova školy měšťanské. V roce 1898 v obci fungoval vodovod a o pět let později i elektrické osvětlení. Telefon do Čermné dorazil roku 1923 a biograf byl zřízen v roce 1928.

## Rozdělení obce
Do roku 1922 nesl městys jméno Čermná v Čechách. V letech 1926–1935 pak Čermná u Kyšperka. V roce 1935 byla jenom administrativně potvrzena náboženská diferenciace Čermné, když vznikly dvě nové obce – katolická Dolní Čermná a evangelická Horní Čermná.